# Кантега

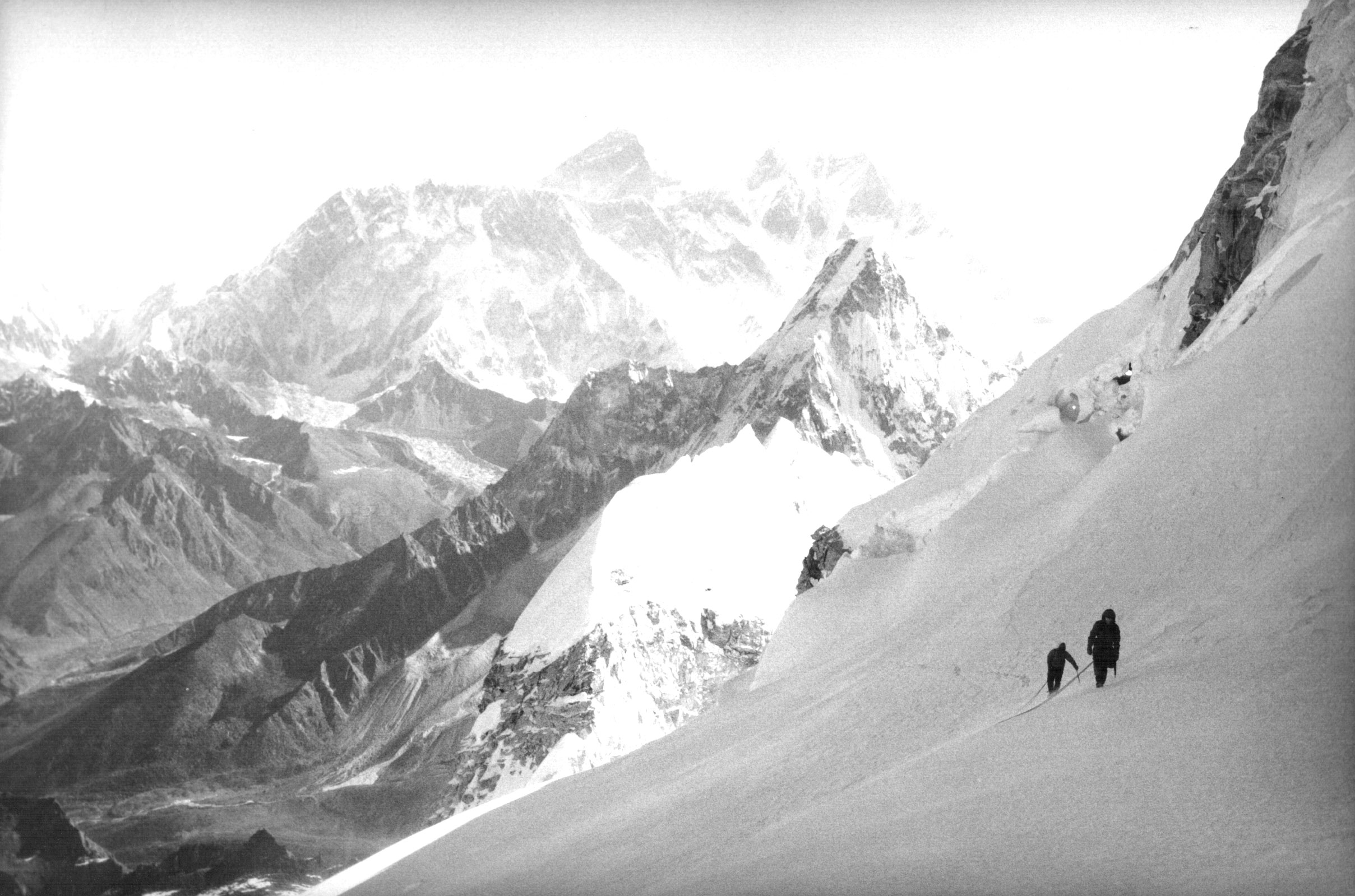
Елісон Харгрівз і Джефф Лоу сходження на Кантега, 1 травня 1986 р.

Канте́га (англ. Kangtega) (6782 м) — є одним з основних гірський піків системи Гімалаї, що в Непалі. Вперше вершина була підкорена в 1964 році